# Mindowe (dramat)
Mindowe. Król litewski: Obraz historyczny w pięciu aktach – pierwszy dramat Juliusza Słowackiego, napisany jesienią 1829 roku, uzupełniony  i poprawiony w roku 1832, opublikowany wraz z tekstem Marii Stuart w drugim tomie Poezyj w 1832 roku w Paryżu. Utwór jest  próbą stworzenia nowego typu dramatu historycznego, odmiennego od tekstów klasycystycznych.
Koncepcję dramatu Słowacki oparł na konflikcie dwóch religii: pogańskiej, reprezentowanej przez Litwę, oraz chrześcijańskiej, którą niosą Krzyżacy. Ostrze tego sporu kieruje poeta będący pod wpływem prądów antykościelnych i wolteriańskich, przeciw Kościołowi katolickiemu. Pogaństwo zostaje przedstawione jako kult przyrody, sympatia autora znajduje się po tej stronie konfliktu.

## Wpływy i inspiracje

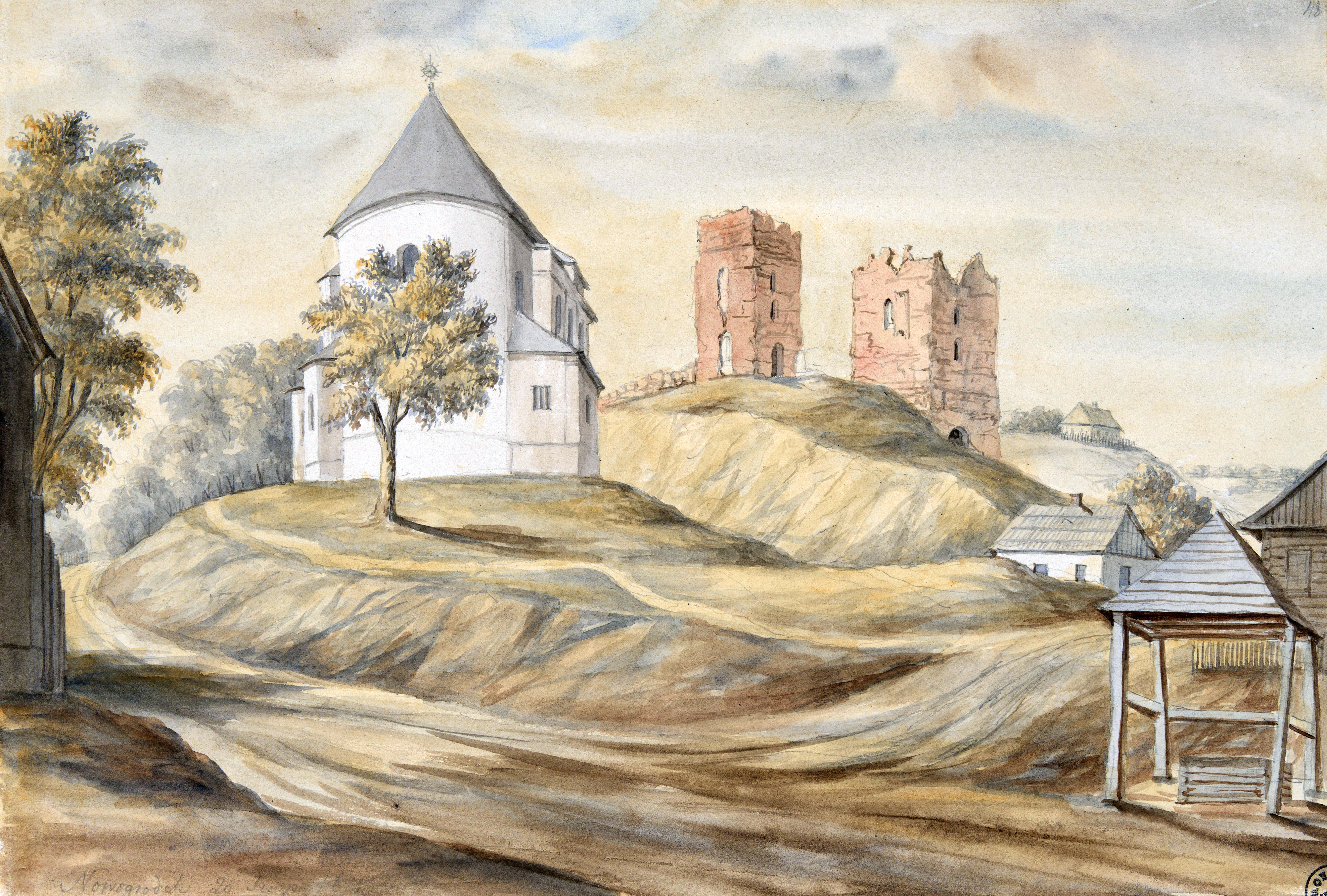
Nowogródek – ruiny zamku Mendoga, akwarela Napoleona Ordy, poł. XIX wieku

### Wiedza historyczna poety
Postać głównego bohatera, Mindowego (Mendoga), jak i tło historyczne dramatu wykazują wpływy artykułu Wiadomości historyczne o zamku nowogrodzkim, zamieszczonego w 1829 roku w almanachu Odyńca „Melitele”, periodyku, w którym wkrótce zadebiutuje sam Słowacki. To w tekście tego artykułu pojawia wzmianka o chrzcie władcy z rąk papieskiego legata Hejdenricha, tu padają imiona Dowmunta i Trojnata, jest także informacja o śmierci dwu synów Mindowego. Zapewne też Słowacki kartkował Kronikę Stryjkowskiego i Historię Rosji Karamzina, z której mógł zaczerpnąć imię Rognedy.

### MindoweEuzebiusza Słowackiego
Postać Mendoga nie była poecie obca. Jego zmarły ojciec Euzebiusz także był autorem dramatu o władcy litewskim. Tak jak w utworze ojca, w dramacie Słowackiego Mindowe został przedstawiony jako pan okrutny, ale świadomy swej wartości mąż stanu (Czy jest gdzie taki drugi Mindowe na świecie? / Albo może wasz papież jest drugi Mindowe!). Taki sposób kreacji bohatera jest zgodny z ówczesną tradycją historiograficzną. Po części podobny jest również wątek romansowy, opleciony wokół intrygi porwania Aldony i rywalizacji z Dowmuntem, który u Euzebiusza prowadzi na zamek Mendoga swoje wojska. Jednak zupełnie inaczej niż u ojca, Juliusz stylizując władcę zgodnie z literacką modą na bajronizm, czyni go dodatkowo bohaterem samotnym i zagubionym, podczas gdy w dramacie Euzebiusza był to sentymentalny kochanek, po śmierci Aldony popełniający samobójstwo.

### Nawiązania do Szekspira
Szczególnie dwa ostatnie akty wskazują na silną inspirację twórczością Szekspira. To zapewne one powstały w późniejszym okresie, w roku 1832, gdy następuje okres silnej fascynacji u Słowackiego poetą ze Stratfordu. Finalna katastrofa w dramacie jest przesiąknięta duchem szekspirowskim; przepowiednia oraz pojedynek Dowmunta z Mindowem wyraźnie nawiązuje do scen z Makbeta; piosenki Aldony upodobniają ją do Ofelii; słowa Trojnata o zabójstwie potomków Mindowego odsyłają do Ryszarda III.

### Mindowe a tradycja klasycystyczna
Mimo że Słowacki próbował stworzyć nowy typ dramatu historycznego, odmienny od tradycji pseudoklasycznej, można w jego tekście znaleźć wiele cech świadczących o wykorzystaniu przez poetę tej tradycji. Specyficzna składnia i ton retoryczny wielu wypowiedzi wykazują wpływy dramatu klasycystycznego, a umieszczenie w pierwszej scenie wydarzenia o doniosłym znaczeniu dla reszty fabuły dramatu także należy do typowych środków tego utworu.
Choć poeta zerwał z zasadą trzech jedności, to jednak Kleiner wykazuje, że był w tym niekonsekwentny. W Mindowem brak spójności czasowej, Słowacki raz sygnalizuje czytelnikowi, że przedstawiane wypadki dzieli długi czas, innym razem wypowiedzi bohaterów sugerują, że wszystko rozgrywa się w ramach jednej doby.
Podobnie jest z miejsce akcji. Choć akcja przenosi się w akcie trzecim i czwartym do klasztoru i do lasu, to w pozostałych scenach widać silną tendencję autora do pomieszczenia wszystkich wypadków w konwencjonalnej komnacie na nowogródzkim zamku. Sceny, w których akcja przenosi się w inne miejsca, mogą być poprawkami z drugiej redakcji tekstu i niewykluczone, że w pierwotnej wersji tych unowocześnień nie było.
Bohater nie podlega żadnej tajemniczej konieczności, nie jest zależny od fatum zewnętrznego (jak w dramacie antycznym) ani wewnętrznej fatalności charakteru (jak w dramacie szekspirowskim), tylko wzorem bohaterów tekstów klasycystycznych podlega swojej namiętności, do której spełnienia dąży przy użyciu siły swojej woli i rozumu, upada zaś nie pod wpływem własnej słabości, lecz w wyniku intrygi przeciwników.
W przeciwieństwie do twórczości klasycystów Słowacki zadbał o koloryt historyczny, nie ograniczając się do maski imion zaczerpniętych z kronik, ale odpowiednio kreując też charaktery bohaterów. Mindowe to wódz pogański srogi, ale nieuczony i jak sam konstatuje dość biedny w porównaniu ze skarbami Zakonu. Hejdenrich to rycerz pyszny i wyniosły, pogardzający dziczą do której został wysłany, maskujący to jednak dla dobra sprawy swojego suwerena.
Również dynamika niektórych partii dialogowych, zrywająca z klasycystyczną retoryką umieszcza ten tekst w kręgu nowej stylistyki. Miejsce regularnych par rymowanych zajmują rymy przeplatane, pojawiają się przerzutnie.

## Treść

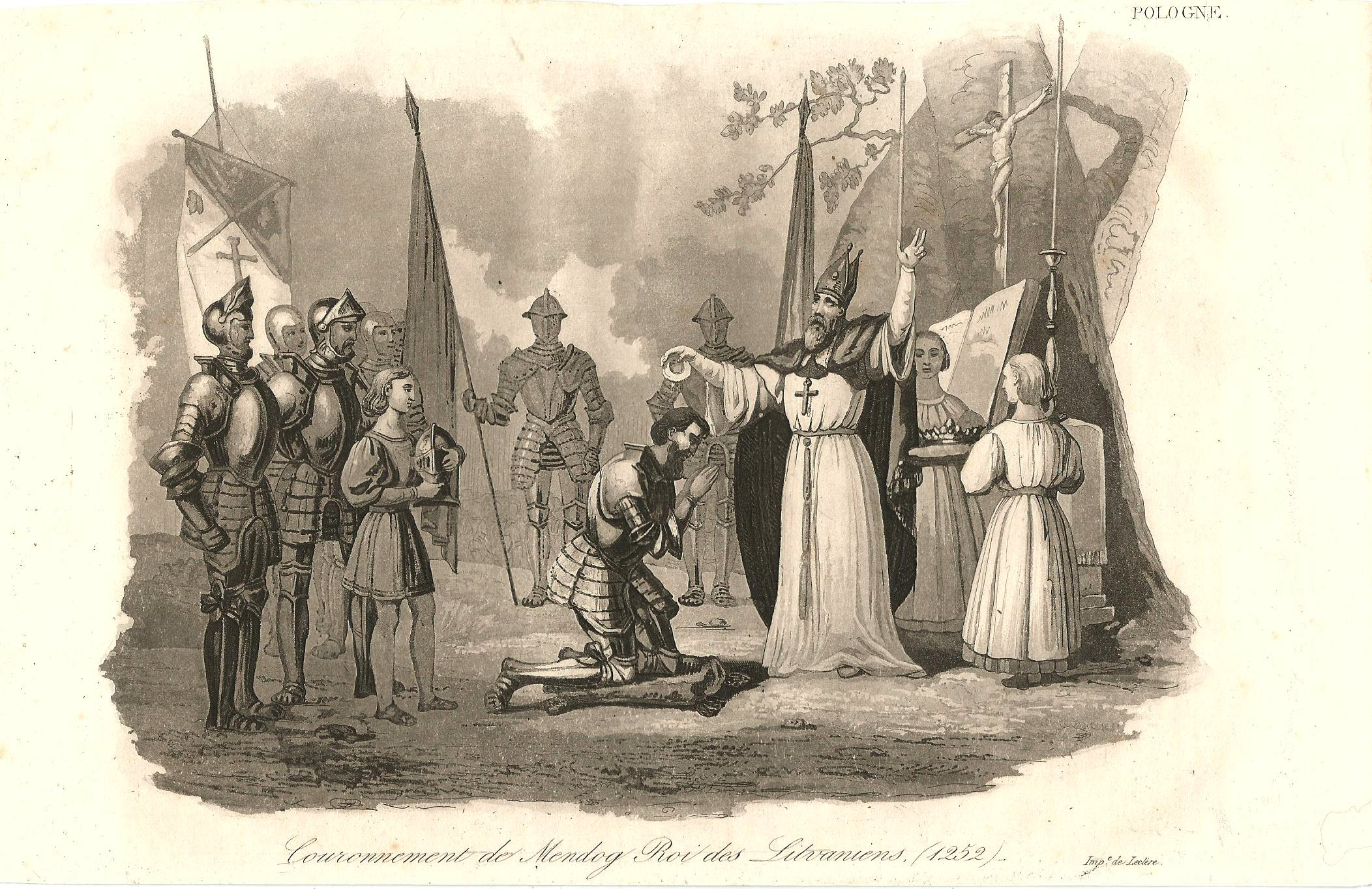
Koronacja Mendoga, grawiura Leonarda Chodźki z książki Polonia, 1824

Akcja dramatu rozpoczyna się w chwili, gdy książę litewski Mindowe przyjmuje chrzest. Z tej okazji na jego dworze przebywa rycerz krzyżacki a zarazem papieski legat – Hejdenrich wraz ze swoją świtą. Ofiarowuje władcy koronę królewską i papieskie błogosławieństwo. Poza Krzyżakiem nikt na dworze królowi nie sprzyja. Synowiec Mindowego ma mu za złe zerwanie z pogańskimi tradycjami: otwarcie przysięga zemstę i planuje przejąć władzę. Stara niewidoma matka króla, Rogneda, w przypływie rozpaczy przeklina syna i jest gotowa otruć go. Gdy ten nie ufa podawanym przez nią napojom, chce wychylić wraz z nim kielich, który doprawiła trucizną, aby w ten sposób uśpić czujność syna i zachęcić go do wypicia śmiercionośnej mikstury. Podstęp jednak nie udaje się. Wrogo nastawiona do Mindowego jest także jego narzeczona – Aldona, którą uprowadził z domu jej pogańskiego męża, księcia znalszawskiego, Dowmunta. Sam Dowmunt przebywa na zamku Mindowego pod przebraniem krzyżackim.
Gdy władca dowiaduje się, że papież w zamian za koronę i zgodę na panowanie nad podbitymi przez Mindowego ludami, domaga się daniny z jego królestwa, zaczyna się buntować. Legat papieski – świadom, że siła militarna króla Litwy jest zdolna pokonać wojska Zakonu – stara się go obłaskawić. Choć Mindowe ulega, od tej chwili w sekrecie przed wszystkimi planuje zerwanie paktów z państwami Zachodu i powrót do religii przodków.
Władca litewski zaczyna jednocześnie rozprawiać się z wewnętrzną opozycją. Synowca Trojnata wysyła z zapieczętowanym listem do swojego syna Wojsiełki, mnicha zamkniętego w klasztorze. List zawiera rozkaz zamknięcia Trojnata w pustelni wśród mnichów. Gdy król podejrzewa, że pod jednym z krzyżackich płaszczy ukrywa się pragnący zemsty Dowmunt, urządza na niego zasadzkę, pojmuje i zamyka w więzieniu, a następnie rozkazuje zabić. Aldona, która do ostatniej chwili starała się ocalić życie ukochanego, popada w obłęd.
Uporawszy się z wewnętrznymi wrogami, Mindowe jawnie występuje przeciw Krzyżakom i wypędza Hejdenricha. Ten zabiera ze sobą obłąkaną Aldonę, w której się zakochuje. Krzyżak w samą porę przybywa do klasztoru Wojsiełka, gdzie mnisi na rozkaz Mindowego chcą uwięzić Trojnata, i uwalnia niedoszłego zdrajcę. W ślad za Krzyżakiem do klasztoru przybywa Mindowe, legat papieski musi ratować się ucieczką. Pozostawia jednak Aldonę, którą władca litewski zabiera ze sobą.
Mindowe na nowo zaprowadza na swoim zamku pogańskie obyczaje. Ślepa Rogneda spełnia funkcję kapłanki – gdy Mindowe wraca z wojny, ona pyta duchy o jego dalsze losy. Głos zza ołtarza (którym później okazuje się być Krzyżak Hejdenrich) wieszczy: Mindowe zginie z ręki rycerza, / który poległ z Mindowy rozkazu. Słowa wyroczni wprowadzają władcę w przekonanie o własnej potędze.
Tymczasem obłąkana Aldona widzi przed oczami wyobraźni swojego ukochanego Dowmunta, rozmawia z nim. Aby skrócić jej cierpienia Mindowe podaje jej napój zawierający truciznę. Uwolniony przez Krzyżaka Trojnat skrada się po komnatach zamku i zabija dwójkę dzieci Mindowego – liczy, że w ten sposób po śmierci władcy on zasiądzie na tronie, jednak wyrzuty sumienia nie dają mu unieść ciężaru własnego czynu. Do zamku wkrada się również dawny mąż Aldony Dowmunt. Nie zginął, jak mniemał Mindowe, i teraz uwolniony pożąda zemsty. W pojedynku, zgodnie ze słowami przepowiedni, zabija Mindowego. Gdy jednak pragnie przywitać się ze swoją ukochaną, ta pod wpływem podanej wcześniej trucizny umiera na jego ramionach. Umiera również pod wpływem tak wielu wrażeń stara matka Mindowego – Rogneda. Nowym władcą Litwy zostaje Trojnat.